# Demänovská Dolina
Demänovská Dolina (in ungherese Deménvölgy) è un comune della Slovacchia facente parte del distretto di Liptovský Mikuláš, nella regione di Žilina.
Il comune è stato istituito nel 1964 in seguito all'accorpamento di vari municipi fino ad allora autonomi; tra questi la località sciistica di Jasná.